# 我那霸和樹
我那霸和樹（1980年9月26日—），日本足球運動員，前日本國家足球隊成員。

## 足球生涯
最初在宜野湾市高中足球俱乐部踢球。

1999年加入川崎前锋，2009年转会至神户胜利船。

2011年1月3日，免费从神户胜利船转会至FC琉球。

2014年1月2日，从FC琉球转会至讚岐釜玉烏冬海，转会费不详。

## 日本國家足球隊
2006年，他共为日本國家足球隊出场6次，打进3球。

## 成績
| 日本國家足球隊 | 日本國家足球隊 | 日本國家足球隊 |
| 年             | 出場           | 入球           |
| -------------- | -------------- | -------------- |
| 2006           | 6              | 3              |
| 總和           | 6              | 3              |

## 外部連結
- National Football Teams
- Japan National Football Team Database
- K.Ganaha （页面存档备份，存于）